# Radio Slovenia International
Radio Slovenia International (abbreviata in R.Si o Radio Si) è un canale radiofonico sloveno con sede a Maribor. Di proprietà dell'ente radio televisivo pubblico (Radiotelevizija Slovenija) trasmette in inglese, tedesco, ungherese, serbo, francese e italiano oltre che in sloveno.
Dedicato principalmente agli stranieri che per qualche ragione si recano nel Paese, offre un palinsesto composto per l'85% da musica sia internazionale che slovena. Il restante periodo di programmazione è dedicato all'informazione. Ampio spazio è dato anche all'informazione sulla viabilità,l'oroscopo e sul tempo.
È ricevibile in buona parte del territorio della Slovenia e anche nella parte meridionale dell'Austria, nonché nella fascia confinaria col Friuli-Venezia Giulia (101,3 MHz nelle Valli del Natisone, 96,7 MHz nel Goriziano e 98,9 MHz Trieste e Muggia) e quella con l'Ungheria tramite modulazione di frequenza. Viene trasmessa anche via web e via satellite.